# بورگار، ان
بورگار (به فرانسوی: Beauregard) یک کمون در فرانسه است که در ان (اوورنی-رون-آلپ) واقع شده‌است. بورگار ۰٫۹۴ کیلومتر مربع مساحت دارد ۱۸۰ متر بالاتر از سطح دریا واقع شده‌است.